# Hôtel Thomassin de Tourtour
L'hôtel Thomassin de Tourtour est un hôtel particulier situé 10, rue de Montigny (ex-rue des Trois-Ormeaux) à Aix-en-Provence. 

## Histoire
La porte monumentale fait l'objet d'une inscription au titre des monuments historiques par arrêté du 25 mars 1929.